# 太田モアレ
太田 モアレ（おおた モアレ、1979年  - ）は、日本の漫画家。

## 略歴
2007年春、投稿作「囚われクローン」でアフタヌーン四季賞「四季賞」（第3席）を受賞。2007年秋、同賞に投稿した「魔女が飛んだり飛ばなかったり」で「四季大賞」（第1席）を受賞。商業誌デビューしたのち、2008年から2015年まで、同誌の増刊である『good!アフタヌーン』で「鉄風」を連載した。

## 作品リスト

### 連載
- 鉄風（『good!アフタヌーン』2008年初号 - 2015年8号[2]、全8巻）
- 寄生獣リバーシ （『コミックDAYS』2018年3月2日[3] - 2021年5月7日、全8巻）

### 読み切り
- 囚われクローン（『月刊アフタヌーン』2007年7月号付録 四季賞PORTABLE Vol.6）
- 魔女が飛んだり飛ばなかったり（『月刊アフタヌーン』2008年2月号付録 四季賞PORTABLE Vol.8）
- その後のクローン（同人誌にて発表。商業誌未掲載）
- 都市伝説だよ都市子さん（『月刊アフタヌーン』2008年12月号）
- 今夜もEat it（『月刊アフタヌーン』2016年4月号） - 『ネオ寄生獣』シリーズ第10弾[4]。